# Arquidiocese de Pamplona e Tudela
A Arquidiocese de Pamplona e Tudela (em latim: Archidiœcesis Pampilonensis et Tudelensis) é uma arquidiocese da Igreja Católica na comunidade foral (autônoma) de Navarra, na Espanha. Foi criada no século V como sufragânea da Arquidiocese de Tarragona com o nome de Diocese de Pamplona e elevada à arquidiocese em 11 de agosto de 1956. Em 2016 possuía competência sobre 737 paróquias, atendidas por 651 sacerdotes, com uma população de 635 mil católicos - 99,2% do total da população.
A sede da arquidiocese é a Catedral de Santa Maria de Pamplona e sua concatedral é a Catedral de Santa Maria de Tudela. Seu atual arcebispo é Dom Florencio Roselló Avellanas.

## História
A diocese de Pamplona foi erigida no século V, embora acredite-se que o primeiro bispo da cidade foi São Firmino, em meados do século III. O primeiro bispo de que se tem notícia é historicamente Liliolo, que participou do III Concílio de Toledo em 589. Foi originalmente sufragânea da Arquidiocese de Tarragona.
Na sequência da Invasão muçulmana no ano 711 o controle dos bispos de Pamplona foi perdido, que assume a sucessão em 829, ao mesmo tempo, quando fez as primeiras tentativas de estabelecer o Reino de Navarra.
Durante a Idade Média, Navarra é uma terra de passagem de peregrinos para Santiago de Compostela ligada ao Caminho de Santiago. O trânsito de peregrinos ajudaram o florescimento de alguns mosteiros (Leyre, Irache, Fitero, Iranzu e La Oliva).
No século XIII, o reino de Navarra é dividido em seis dioceses, incluindo a de Pamplona que era a maior, estendendo-se até mesmo além das fronteiras do reino. Em 1318 a diocese tornou-se parte da província eclesiástica da Arquidiocese de Zaragoza até 1574, quando ficou sufragânea da Arquidiocese de Burgos.
No século XVI, a diocese foi estendido para incluir as diocesed de Bayonne e Dax, que foram suprimidas. No século XVIII, Valdonsella foi cedida à Diocese de Jaca.
Em 5 de setembro de 1851 foi unida à diocese de Tudela, que foi eregida em 27 de março de 1783 e até então era sufragânea de Burgos, e assumiu o nome da diocese de Pamplona-Tudela. Ao mesmo tempo, tornou-se novamente sufragânea da Arquidiocese de Zaragoza.
Em 8 de setembro de 1861 deu uma porção do seu território para o benefício da ereção da diocese de Vitória. A partir de 17 de julho de 1889 a 2 de setembro de 1955, a Diocese de Tudela foi unida à diocese de Tarazona, durante o qual a sé navarrina tomou o nome da diocese de Pamplona. Em 1955, os limites diocesanos foram modificados de modo que coincidem com os limites de Navarra civil.
A 11 de agosto de 1956 foi elevada à categoria de arquidiocese metropolitana, pela Bula do Papa Pio XII Decessorum Nostrorum.
Em 11 de agosto de 1984, devido à bula Supremam exercentes do Papa João Paulo II, a Diocese de Tudela foi unida aeque principaliter à arquidiocese de Pamplona: os arcebispos têm o título de Arcebispo de Pamplona e bispo de Tudela, passando o nome a Arquidiocese de Pamplona e Tudela.

## Prelados

### Bispos

#### Bispos de Pamplona
- São Firmino † (século III)
- Liliolo † (antes de 589 - depois de 592)
- Juan † (mencionado em 610)
- Atilano † (mencionado em 683)
- Marciano † (mencionado em 693)
- Opilano † (mencionado em 829)
- Guilesindo † (848 - 860)
- Jimeno † (876 - 914)
- Basilio † (918 - 922)
- Galindo † (922 - 928)
- Valentín † (928 - 947)
- Blasco † (antes de 971 - depois de 972)
- Bibas † (mencionado em 979)
- Julián † (983 - 985)
- Sisebuto † (981 - 997)
- Eximeno † (1000 - 1005)
- Sancho "El Mayor" † (1015 - 1024)
- Sancho "El Menor" † (1025 - 1051)
- Juan II † (1052 - 1068)
- Blasco II † (1070 - 1076)
- García Ramírez † (1077 - 1083)
- Pedro de Roquez ou de Anduque † (1083 - 1115)
- Guillermo † (? - 1122)
- Sancho de Larrosa † (1122 - 1142)
- Lope de Artajona † (1143 - 1159)
  - Sancho † (1160 - 1164) (cisma interno)
  - Pedro Compostelano † (1162 - 1164) (cisma interno)
  - Raimundo † (? - 1163) (cisma interno)
- Bibiano † (1165 - 1166)
- Pedro de Paris † (1167 - 1193)
  - Martín † (1193 - 1194) (bispo eleito)
- García Fernández † (1194 - 1205)
- Juan de Tarazona † (1205 - 1211)
- Espárago de la Barca † (1212 - 1215)
- Guillermo de Santonge † (1215 - 1219)
- Remigio de Navarra  † (1220 - 1229)
- Pedro Ramírez de Piedrola † (1230 - 1238)
- Pedro Jiménez de Gazólaz † (1241 - 1266)
- Armingo † (1268 - 1277)
- Miguel Sánchez de Uncastillo † (1277 - 1286)
- Miguel Periz de Legaria † (1288 - 1304)
- Arnaldo de Puyana † (1310 - 1316)
- Guillermo Mechín † (1316 - 1317)
- Raul Rossellet † (1317 - 1317)
  - Miguel de Maucondiut † (? - 1317) (bispo eleito)
  - Semen García de Asiaín † (? - 1317) (bispo eleito)
- Arnaldo de Barbazán † (1318 - 1355)
- Pierre de Monteruc † (1355 - 1356)
- Miguel Sánchiz de Asiaín † (1356 - 1364)
- Bernardo Folcaut † (1364 - 1377)
- Martín de Zalba † (1377 - 1390)
  - Martín de Zalba † (1390 - 1403) (administrador apostólico)
  - Miguel de Zalba † (1404 - 1406) (administrador apostólico)
- Miguel de Zalba † (1406)
  - Sede vacante (1406-1420)
- Sancho Sánchiz de Oteiza † (1420 - 1425)
- Martín de Peralta † (1426 - 1456)
- Martín de Peralta II † (1457 - 1458)
  - Basílio Bessarion † (1458 - 1462) (administrador apostólico)
- Nicolás de Echávarri † (1462 - 1469)
- Alfonso Carrillo † (1473 - 1491)
- César Bórgia † (1491 - 1492)
  - Antonio Pallavicini Gentili † (1492 - 1507)  (administrador apostólico)
  - Fazio Giovanni Santori † (1507 - 1510) (administrador apostólico)
  - Amanieu d'Albret † (1510 - 1512) (administrador apostólico)
  - Giovanni Battista Costanzi † (1512 - 1517) (administrador apostólico)
  - Amanieu d'Albret † (1517 - 1520 deceduto) (administrador apostólico, pela segunda vez)
  - Alessandro Cesarini † (1520 - 1538) (administrador apostólico)
- Juan Reina † (1538 - 1539)
- Pedro Pacheco de Villena † (1539 - 1545)
- Antonio de Fonseca, O.S.A. † (1545 - 1550)
- Alvaro Moscoso † (1550 - 1561)
- Diego Ramírez Sedeño de Fuenleal † (1561 - 1573)
- Antonio Manrique Valencia † (1575 - 1577)
- Pedro de Lafuente † (1578 - 1587)
- Bernardo Sandoval Rojas † (1588 - 1596)
- Antonio Zapata y Cisneros † (1596 - 1600)
- Mateo Burgos Moraleja, O.F.M. † (1600 - 1606)
- Antonio Benegas Figueroa † (1606 - 1610)
- Prudencio Sandobal, O.S.B. † (1612 - 1620)
- Francisco Hurtado de Mendoza y Ribera † (1621 - 1622)
- Cristóbal Lobera Torres † (1623 - 1625)
- José González Díez, O.P. † (1625 - 1627)
- Pedro Fernández Zorrilla † (1627 - 1637)
- Juan Queipo de Llano Flores † (1639 - 1647)
- Francisco Díaz Alarcón y Covarrubias † (1648 - 1657)
- Diego de Tejada y la Guardia † (1658 - 1663)
- Andrés Girón † (1664 - 1670)
- Pedro Roche Noguera, O.F.M. † (1670 - 1683)
- Juan Grande Santos de San Pedro † (1683 - 1692)
- Toribio de Mier † (1693 - 1698)
- Juan Iñíguez Arnedo † (1700 - 1710)
- Pedro Aguado, C.R.M. † (1713 - 1716)
- Juan Camargo Angulo † (1716 - 1725)
- Andrés Murillo Velarde † (1725 - 1728)
- Melchor Angel Gutiérrez Vallejo † (1729 - 1734)
- Francisco Ignacio Añoa Busto † (1735 - 1742)
- Gaspar Miranda Argáiz † (1742 - 1767)
- Juan Lorenzo Irigoyen Dutari † (1768 - 1778)
- Agustín Lezo Palomeque † (1779 - 1783)
- Esteban Antonio Aguado Rojas † (1785 - 1795)
- Lorenzo Igual Soria † (1795 - 1803)
- Veremundo Anselmo Arias Teixeiro † (1804 - 1814)
- Joaquín Javier Uriz Lasaga † (1815 - 1829)
- Severo Leonardo Andriani Escofet † (1829 - 1851)

#### Bispos de Pamplona-Tudela
- Severo Leonardo Andriani Escofet † (1851 - 1861)
- Pedro Cirilo Uriz Labayru † (1861 - 1870)
- José Oliver y Hurtado † (1875 - 1886)
- Antonio Ruiz-Cabal y Rodríguez † (1886 - 1889)

#### Bispos de Pamplona
- Antonio Ruiz-Cabal y Rodríguez † (1889 - 1899)
- José López Mendoza y García, O.S.A. † (1899 - 1923)
- Mateo Múgica y Urrestarazu † (1923 - 1928)
- Tomás Muñiz Pablos † (1928 - 1935)
- Marcelino Olaechea Loizaga, S.D.B. † (1935 - 1946)
- Enrique Delgado y Gómez † (1946 - 1956)

### Arcebispos[1]
- Enrique Delgado y Gómez † (1956 - 1968)
- Arturo Tabera Araoz, C.M.F. † (1968 - 1971)
- José Méndez Asensio † (1971 - 1978)
- José María Cirarda Lachiondo † (1978 - 1993)
- Fernando Sebastián Aguilar, C.M.F. (1993 - 2007)
- Francisco Pérez González (2007 - 2023)
- Florencio Roselló Avellanas, O. de M. (2023 - Atual)